# Арти Шоу
Арти Шоу (на английски: Artie Shaw) е американски кларинетист, композитор, бендлидер, актьор и автор на художествена и документална литература.
Преобладаващото мнение е, че той е „един от най-точните кларинетисти в джаза“. Води един от най-популярните биг бендове от края на 30-те и началото на 40-те години на миналия век. Знаковата композиция на състава е версията от 1938 г. на Begin the Beguine на Коул Портър, която нашумява като хит и е една от характерните мелодии на епохата. С музикалния си ентусиазъм, той пропагандира Третото течение, смесващо класическа музика с джаз, и записва сесии за малки джаз групи, които флиртуват с бибопа.
Служи във Военноморските сили на Съединените американски щати от 1942 до 1944 г. Постепенно започва да се занимава с други дейности докато се отказва от музикалната си кариера през 1954 година.
Има осем брака, между които с известни актриси като Лана Търнър и Ава Гарднър.